# Lasioglossum vagans
Lasioglossum vagans là một loài Hymenoptera trong họ Halictidae. Loài này được Smith mô tả khoa học năm 1857.